# Тірано
Тірано (італ. Tirano) — муніципалітет в Італії, у регіоні Ломбардія,  провінція Сондріо.
Тірано розташоване на відстані близько 520 км на північ від Рима, 115 км на північний схід від Мілана, 24 км на схід від Сондріо.
Населення — 9160 осіб (2014).

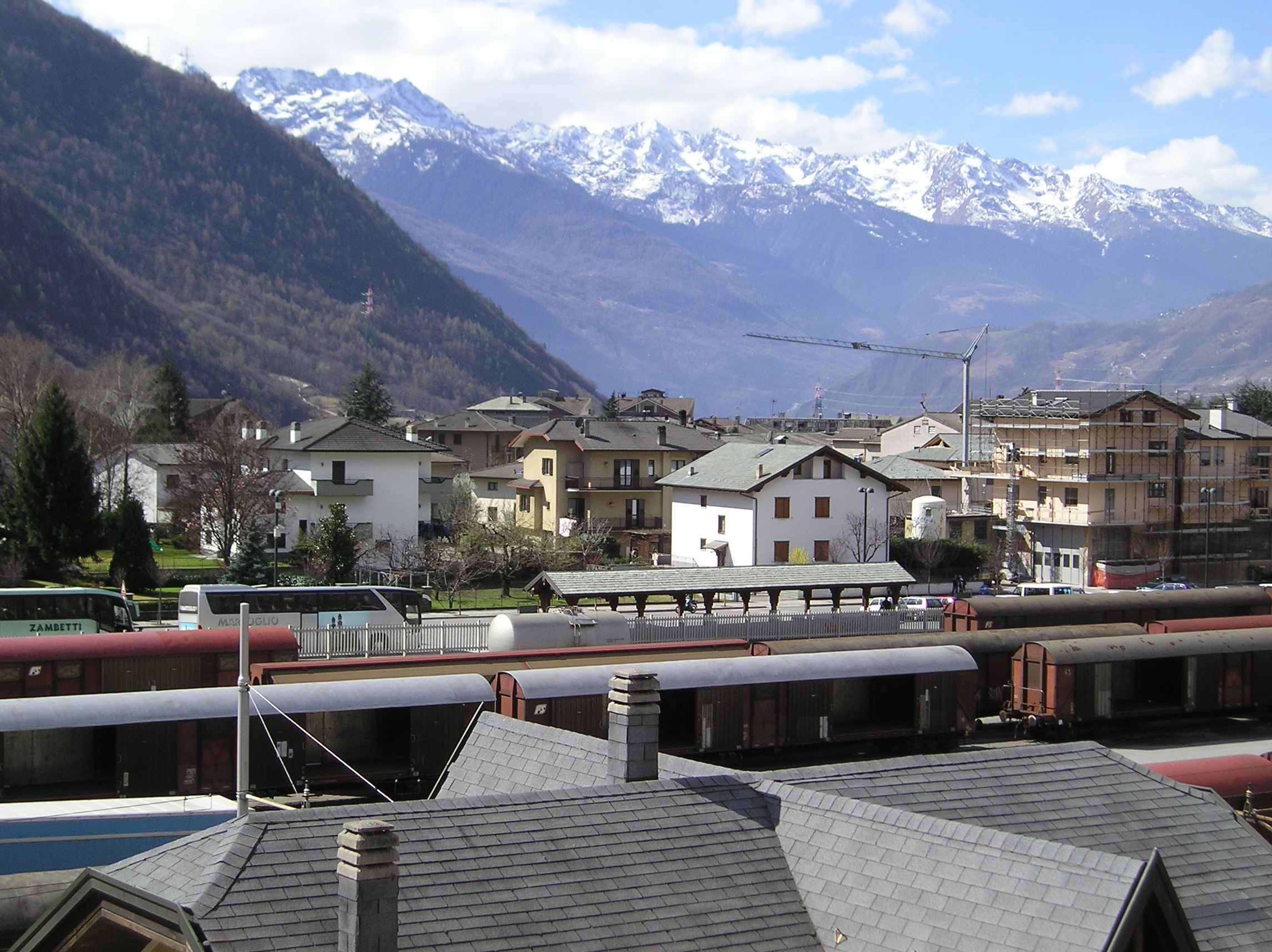

Щорічний фестиваль відбувається 11 листопада. Покровитель — святий Мартин.

## Демографія
Населення за роками:

Станом на 1 січня 2023 року в муніципалітеті офіційно проживало 670 іноземців з 60 країн, серед них 175 громадян країн Євросоюзу та 13 громадян України.

## Сусідні муніципалітети
- Брузіо
- Кортено-Гольджі
- Серніо
- Вервіо
- Вілла-ді-Тірано